# Melanargia sulfurea
Melanargia sulfurea är en fjärilsart som beskrevs av Ribbe 1905. Melanargia sulfurea ingår i släktet Melanargia och familjen praktfjärilar. Inga underarter finns listade i Catalogue of Life.